# Pilaria phaeonota
Pilaria phaeonota là một loài ruồi trong họ Limoniidae. Chúng phân bố ở miền Tân bắc.